# Simon Zahner
Simon Zahner (Bubikon, 8 de marzo de 1983) es un ciclista suizo ya retirado. 

## Palmarés
2006
- 3º en el Campeonato de Suiza en Contrarreloj

2007
- 2º en el Campeonato de Suiza en Contrarreloj

2009
- Tour de Alsacia
- Flèche du Sud, más 1 etapa

2010
- 2º en el Campeonato de Suiza en Ruta

2013
- 1 etapa del Tour de Alsacia[1]

## Resultados en Grandes Vueltas y Campeonatos del Mundo
| Carrera              | 2003 | 2004 | 2005 | 2006 | 2007 | 2008 | 2009 | 2010 | 2011  |
| -------------------- | ---- | ---- | ---- | ---- | ---- | ---- | ---- | ---- | ----- |
| Giro de Italia       | -    | -    | -    | -    | -    | -    | -    | -    | 131.º |
| Tour de Francia      | -    | -    | -    | -    | -    | -    | -    | -    | -     |
| Vuelta a España      | -    | -    | -    | -    | -    | -    | -    | -    | -     |
| Mundial Contrarreloj | -    | -    | -    | -    | 47.º | -    | -    | -    | -     |

-: no participa

Ab.: abandono